# جون هينتون
جون هينتون (بالإنجليزية: John Hinton)‏ هو لاعب كرة قاعدة أمريكي، ولد في 19 يونيو 1876 في بيتسبرغ في الولايات المتحدة، وتوفي في 19 يوليو 1920.

## وصلات خارجية
- جون هينتون على موقع دوري كرة القاعدة الرئيسي (الإنجليزية)
- جون هينتون على موقعبيزبول رفرنس.كوم (الدوري الرئيسي) (الإنجليزية)
- جون هينتون على موقعبيزبول رفرنس.كوم (الدوري الثانوي) (الإنجليزية)
- جون هينتون على موقع مشجعي الرسوم البيانية (الإنجليزية)